# Agelescape
Genre
Agelescape est un genre d'araignées aranéomorphes de la famille des Agelenidae.

## Distribution
Les espèces de ce genre se rencontrent dans le bassin méditerranéen.

## Liste des espèces
Selon World Spider Catalog (version 21.0, 07/04/2020) :
- Agelescape affinis (Kulczyński, 1911)
- Agelescape livida (Simon, 1875)
- Agelescape talyshica Guseinov, Marusik & Koponen, 2005

## Systématique et taxinomie
Ce genre a été révisé par Zamani et Marusik en 2020.

## Publication originale
- Levy, 1996 : The agelenid funnel-weaver family and the spider genus Cedicus in Israel (Araneae, Agelenidae and Cybaeidae). Zoologica Scripta, vol. 25, no 2, p. 85-122.